# Nueil-les-Aubiers
Nueil-les-Aubiers là một xã trong tỉnh Deux-Sèvres trong vùng Nouvelle-Aquitaine ở phía tây nước Pháp. Xã này nằm ở khu vực có độ cao trung bình 126 mét trên mực nước biển.
Thị trấn này kết nghĩa với Attleborough ở Norfolk, Anh.